# چاپارخانه چهل‌زرعی
چاپارخانه چهل زرعی مربوط به دوره صفوی است و در شهرستان‌آباده، بخش مرکزی، روستای چهل زرعی واقع شده و این اثر در تاریخ ۱۱ شهریور ۱۳۸۲ با شمارهٔ ثبت ۹۸۰۶ به‌عنوان یکی از آثار ملی ایران به ثبت رسیده است.